# VCA Pictures
VCA Pictures — американская компания по производству и распространению порнофильмов.

## История
Компания была основана Рассом Хэмпширом и являлась ведущим игроком на рынке в «Золотой век порно». Главными преимуществами фильмов компании, обеспечившими ей лидерство в отрасли тех лет, являлись наличие сюжетной линии в фильмах, а также хороший бюджет. В 1982 году VCA продала 12000 видеокассет с фильмом «Insatiable» в первый же день выпуска, что стало лучшим показателем года в Америке для видеофильмов вообще, а не только для порнопродукции. В 90-е годы Хэмпшир отсидел год в тюрьме за распространение непристойных материалов. В 2003 году компания была куплена компанией Hustler Video, входящей в принадлежащий Ларри Флинту конгломерат Larry Flint Publications. Тем не менее VCA сохранила самостоятельный статус в рамках конгломерата. В 1998 году VCA стала дистрибьютором документального фильма «Wadd: The Life & Times of John C. Holmes», а в 2004 году предоставила материалы для документального фильма «Pornucopia» производства компании HBO.

## Фильмы
Среди фильмов, произведенных или распространявшихся VCA, такие классические, как «Ненасытная», «Проститутки новой волны», «The Devil in Miss Jones 2», «The Opening of Misty Beethoven», «Cafe Flesh», «Дебби покоряет Даллас 3», «Чёрная глотка», «Let Me Tell Ya About Black Chicks» и «Britney Rears».

## Режиссёры
Среди режиссёров, ставящих фильмы для VCA, были: Аксель Браун, Джерард Дамиано, Алекс де Ренци, Грегори Дарк, Анри Пакард, Джон Лесли, Пол Томас, Джон Стальяно, Бен Давер, Майкл Нинн, Вероника Харт, Ион Маккей, Хлоя, Никки Хантер и Эли Кросс.

## Исполнители
В фильмах VCA снимались такие известные актеры и актрисы, как Джон Холмс, Джинна Файн, Тауни Робертс, Тэйлор Рэйн, Кайли Айрлэнд, Ава Винсент, Хлоя, Майк Хорнер, Викка, Зак Смит, Шейла Лаво, Мика Тэн, Кристара Бэррингтон, Никки Дайэл, Тейлор Хейз, Джулиан, Пол Карриган, Брук Хантер, Александра Найс, Сидни Стил, Джоанна Энджел, Ник Хармон, Скотт Стайлз, Никита Гросс, Пол Баррези и Тристан Мэтьюз.

## Премии
Ниже приведены некоторые из фильмов студии — лауреатов кинопремий.
- 1984. «Кафе «Плоть»» — AVN Award for Best Art director
- 1986. «Raw Talent» — AVN Award for Best Film, Best Cinematography, Best Screenplay — Film
- 1987. «The Devil in Miss Jones, Part 3» — AVN Award for Best Film
- 1987. «Sexually Altered States» — AVN Award for Best Screenplay
- 1988. «Baby Face II» — AVN Award for Best All-Sex Release, Best Editing
- 1988. «Edwin Durell’s Dreamgirls» — AVN Award for Best Editing — Video
- 1989. «Angel Puss» — AVN Award for Best All-Sex Release
- 1989. «Pretty Peaches 2» — AVN Award for Best Film, Best Director, Best Editing — Film, Best Classic DVD (2003)
- 1989. «Catwoman» — AVN Award for Best Director — Video, Best Editing — Video, Best Screenplay — Video, Best Video Feature
- 1990. «The Chameleon» — AVN Award for Best Couples Sex Scene
- 1990. «Mad Love» — AVN Award for Best Video Feature
- 1991. «Pretty Peaches 3» — AVN Award for Top Renting Release of the Year
- 1991. «Beauty & the Beast 2» — AVN Award for Best Couples Sex Scene, Best Director — Video, Best Editing — Video, Best Video Feature
- 1992. «Проститутки новой волны 2» — AVN Award for Top Selling Release of the Year
- 1992. «Curse of the Catwoman» — AVN Award for Best Editing — Video, Best Video Feature
- 1993. «Only the Very Best on Film» — AVN Award for — Best Compilation Tape
- 1993. «Chameleons» — AVN Award for Top Selling Release of the Year, Top Renting Release of the Year, Best Editing — Film
- 1994. «Проститутки новой волны 3» — AVN Award for Top Renting Release of the Year
- 1994. «The Creasemaster’s Wife» — AVN Award for Best Editing — Video
- 1995. «Sex» — AVN Award for Best Film, Best Editing — Film, Best Art Direction — Film
- 1995. «Bad Habits» — AVN Award for Best Art Direction
- 1995. «Virtual Sex» — AVN Award for Best Special Effects
- 1995. «Latex» — XRCO Award for Best Video; AVN Award for Top Selling Release of the Year, Best Art Direction — Video, Best Editing — Video, Best Special Effects, Best Video Feature, Top Renting Release of the Year
- 1996. «Sex 2» — AVN Award for Best Cinematography
- 1997. «Shock» — AVN Award for Top Selling Release of the Year, Best Art Direction — Video, Best Director — Video, Best Editing — Video, Best Special Effects, Best Video Feature, Top Renting Release of the Year
- 1998. «Diva 4» — AVN Award for Best All-Girl Release
- 1998. «Проститутки новой волны 5: следующее поколение» — AVN Award for Best Art Direction — Video, Best Special Effects, Top Renting Release of the Year
- 1998. «Кафе „Плоть“ 2» — XRCO Award for Best Video; AVN Award (1999) for Best Video Feature, Best Special Effects
- 1999. «Dream Catcher» — AVN Award for Best Couples Sex Scene
- 1999. «Dinner Party At Six» — AVN Award for Best Ethnic-Themed Release
- 2000. «Devil in Miss Jones 6» — AVN Award for Top Renting Release of the Year
- 2000. «Dark Garden» — AVN Award for Best Video Feature
- 2000. «The Devil in Miss Jones Parts III & IV» — AVN Award for Best Classic DVD
- 2000. «Cashmere» — AVN Award for Best DVD, Best Special Effects
- 2001. «Chameleons Not the Sequel» — AVN Award for Best Classic DVD
- 2001. «Shayla’s Web» — AVN Award for Best Art Direction — Video
- 2001. «Raw» — AVN Award for Best DVD, Best Screenplay — Video
- 2002. «Unreal» — AVN Award for Best DVD
- 2002. «The Opening of Misty Beethoven» — AVN Award for Best Classic DVD
- 2002. «Cap’n Mongo’s Porno Playhouse» — AVN Award for Best Sex Comedy
- 2004. «Проститутки новой волны 7» — AVN Award for Best Editing — Video
- 2004. «Misty Beethoven: The Musical» — XRCO Award for Best Comedy or Parody; AVN Award (2005) for Best Sex Comedy, Most Outrageous Sex Scene for Chloe, Ava Vincent and Randy Spears
- 2006. «Re-Penetrator» — AVN Award for Most Outrageous Sex Scene for Joanna Angel
- 2007. «Проститутки новой волны» (shared with «Blacklight Beauties» by Pulse Pictures) — AVN Award for Best All Sex Release